# Афонсу III
Афо́нсу III (порт. Afonso III; 5 травня 1210 — 16 лютого 1279) — король Португалії (1248—1279). Граф булонський (1235—1248). Представник португальської Бургундської династії. Народився в Коїмбрі, Португалія. Другий син португальського короля Афонсу II та кастильської інфанти Урраки. Молодший брат португальського короля Саншу II. Після смерті батька мешкав у Франції, де одружився із булонською графинею Матильдою (1235). Внаслідок детронізації Саншу ІІ за рішенням римського папи Іннокентія IV погодився очолити Португалію. Захопив країну в ході міжусобної війни з братом (1245—1248). Прийняв титул короля після смерті Саншу ІІ. Приєднав мавританський регіон Аль-Гарб (Алгарве), завершивши Реконкісту в межах Португалії (1249). Став першим монархом, що титулувався «королем Португалії й Алгарве». Всупереч волі Святого Престолу одружився вдруге із Беатрисою Кастильською (1253). Переніс столицю держави з Коїмбри до Лісабона (1255), змінив державний герб. Після війни з Кастилією уклав Бадахоський договір (1267), що визначив міждержавний кордон. Зменшив податковий тягар для підданих, завдяки чому здобув велику популярність. Конфліктував із португальськими єпископами, які відлучили його від Церкви (1268). Внаслідок подальшої ескалації папа Григорій X наклав на короля і Португалію інтердикт (1277). Помер в Алкобасі, похований у Алкобаському монастирі. Перед смертю розкаявся, повернувшись до лона Церкви. Прізвисько — Було́нський (порт. o Bolonhês).

## Імена
- Афо́нсу III (порт. Afonso III; стара орфографія — Affonso) — у португальських джерелах.
- Афо́нсу Афо́нсу, або Афо́нсу Афо́нсович (порт. Afonso Afonso) — по-батькові.
- Афо́нсу III Бургу́ндський (порт. Afonso III de Borgonha) — за назвою династії.
- Афо́нсу Було́нський (порт. Afonso, o Bolonhês) — за графським титулом.
- Афо́нсу III Португа́льський (порт. Afonso III de Portugal) — за назвою країни.
- Альфо́нс III (лат. Alphonsus III) — у латинських джерелах.
- Альфо́нсо III (ісп. Alphonso III) — у кастильських, іспанських джерелах.
- Аффо́нсо III (ст.-порт. Affonso III) — у старопортугальських джерелах.

## Біографія

### Граф
Афонсу III народився 5 травня 1210 року в Коїмбрі, в родині португальського короля Афонсу II та королеви Урраки, доньки кастильського короля Альфонсо VIII. Він був другим сином подружжя. Його шанси очолити Португальське королівство були низькими, оскільки офіційними спадкоємцем престолу був його старший брат Саншу II.
Після смерті батька 1223 році та інтронізації Саншу ІІ, Афонсу ІІІ переїхав до Франції. Він мешкав під опікою своєї тітки по материнській лінії — французької королеви Бланки Кастильської, яка була регентом королівства після смерті французького короля Людовіка VIII. У Франції, в 1235 році, Афонсу ІІІ одружився із булонською і даммартенською графинею Матильдою, ставши таким чином графом Булонським.
1245 року, внаслідок конфлікту португальського короля Саншу ІІ із Церквою, римський папа Іннокентій IV детронізував його, оголосивши «нездібним королем», й офіційно передав Португалію під регентство Афонсу ІІІ, «наглядача, куратора і захисника королівства» (порт. visitador, curador e defensor do reino). Останній прийняв пропозицію Святого Престолу очолити державу, що стало причиною міжусобної війни між братами в 1245—1248 роках. Більшість португальської шляхти та духовенства підтримали Афонсу ІІІ й допомогли здобути йому південні й центральні регіони країни. Союзники Саншу ІІ утримували північні землі й покладалися на поміч Кастильського королівства, війська якого на початку 1247 року розбили сили Афонсу ІІІ. Тим не менш, під тиском Папської курії, кастильці вийшли з війни і вивезли короля Саншу ІІ до Толедо, де він помер 4 січня 1248 року.

### Король

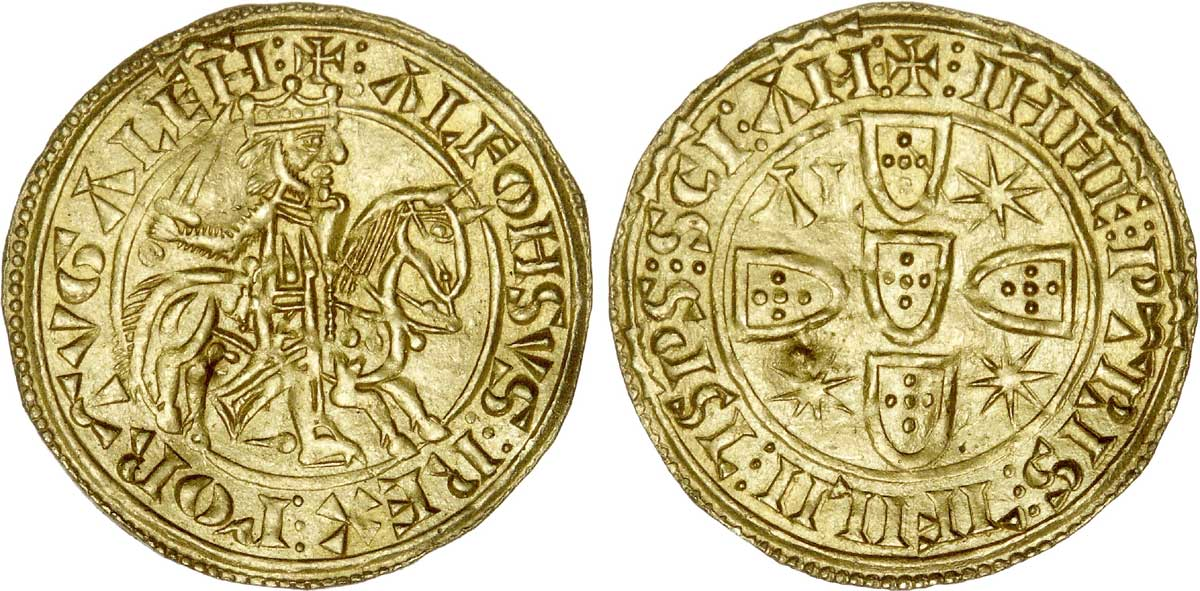
Золотий мурабітіну Афонсу ІІІ з гербом королівства.

Після смерті брата Афонсу ІІІ прийняв титул короля Португалії й пройшов офіційну коронацію. Того ж 1248 року, аби очолити країну, він відмовився від своїх прав на Булонське графство у Франції. 1255 року він переніс столицю Португалії з північної Коїмбри до південного Лісабона.
За свого правління Афонсу ІІІ проводив централізаторську політику попередніх монархів, обмежуючи вплив великих світських і духовних феодалів. Зокрема, 1254 року в Лейрії він відкрив першу сесію Кортесів, на якій окрім аристократії були присутні представники дрібного лицарства та міського патриціату. 1258 року він запровадив процедуру так званих «загальних розслідувань» (порт. inquirições gerais) — переатестації землевласників та їхньої власності, що не лише посилило контроль монарха над шляхтою, а й дало можливість повернути до королівського домену землі, що були самовільно захоплені лицарями. Афонсу ІІІ також реформував законодавство, з метою зменшення соціальної напруги між різними класами населення, й допускав до вирішення державних та управлінських справ людей з низів. Він надав статуси самоврядних містечок і міст численним поселенням Португалії, намагаючись реорганізувати громадське управління. Під його керівництвом була припинена практика превентивних арештів без попередніх доказів злочину та дозволу судді. 1274 року, за підтримки Кортесів у Сантарені, король скасував у країні щорічні замкові повинності (порт. anúduva), які передбачали залучення підданих до будівництва і ремонту замків, палаців, міських стін тощо. Остання реформа зробила Афонсу ІІІ дуже популярним у народі.
1253 року Афонсу ІІІ покинув булонську графиню Матильду, яка не змогла народити йому нових дітей після смерті двох синів, й одружився із кастильською інфантою Беатрисою, позашлюбною донькою кастильського короля Альфонсо X і Майор де Гусман. Розлучення і нове одруження відбулося без згоди Святого Престолу. Римський папа Олександр IV відгукнувся на скаргу Матильди й велів португальському королю повернутися до своєї законної дружини. Проте Афонсу ІІІ ігнорував накази з Риму й дочекався природного вирішення проблеми разом зі смертю Матильди напочатку 1259 року. Під час тяганини з розлученням Беатриса народила інфанта Дініша, майбутнього короля.

### Реконкіста

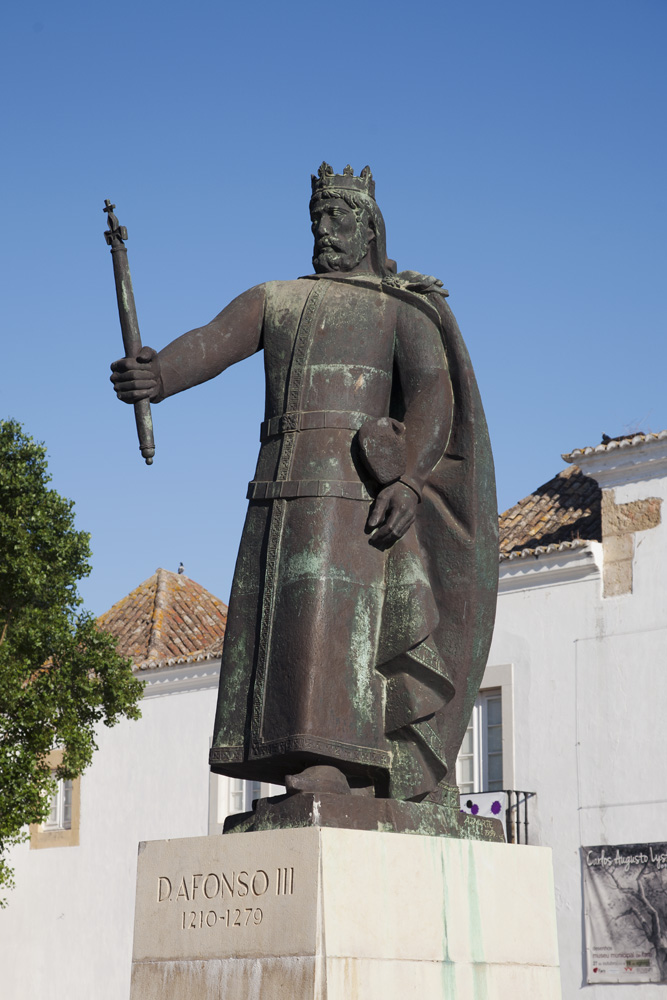
Пам'ятник Афонсу ІІІ у Фаро (1959)

У часи Афонсу ІІІ португальське лицарство активно брало участь у війні проти мусульман на півдні Піренейського півострова. 1249 року християнські вояки захопили Фару й остаточно приєднали регіон Аль-Гарб, перетворений на провінцію Алгарве, до Португальської корони. Реконкіста на теренах Португалії була завершена. Проте приєднання Алгарве викликало конфлікт Афонсу ІІІ із сусідньою Кастилією, яка претендувала на регіон. Обидві держави розпочали війну, яка завершилася укладанням миру. Цьому сприяв шлюб Афонсу ІІІ із Беатрисою в 1253 році, яка отримала від батька у придане на східному березі річки Гвадіани. 1267 року Португалія і Кастилія підписали Бадахоський договір, що визначив міждержавний кордон по цій річці й, у підсумку, залишив Алгарве за Португалією.

### Конфлікт із Церквою
Так само як і попередники Афонсу ІІІ конфліктував із Церквою та Святим Престолом. В ході реформування державного управління він порушував привілеї та права португальських ієрархів — архієпископа Браги, єпископів Коїмбри і Порту. Зокрема, король нехтував юрисдикцією духовних феодалів: чинив замість них суд над їхніми підданими, використовував на свої потреби пожертви для побудови церков, оподатковував церковні поселення, обкладав їхнє населення та духівництво будівельними повинностями, призначав юдеїв та інших нехристиян на відповідальні посади. 1268 року португальські єпископи прийняли 43-статейну постанову, в якій звинуватили Афонсу ІІІ у вищезгаданих гріхах й відлучили його від Церкви. Цю постанову згодом підтримав папа Климент IV. 1274 року на Кортесах в Сантаремі була створена спеціальна комісія, яка провела розслідування звинувачень єпископів на адресу Афонсу ІІІ. Ця комісія, що складалася переважно з симпатиків монарха, надіслала виправдувальну резолюцію папі Григорію X, але той проігнорував її і 1277 року наклав інтердикт на короля та усе населення Португалії. Попри це Афонсу ІІІ сприяв християнізації Португалії, фінансово підтримував францисканців й домініканців.
16 лютого 1279 року 68-річний король Афонсу ІІІ помер у Алкобасі. Перед смертю він сповідався абату Алкобаського монастиря у сварках з єпископами та Святим Пресолом й отримав прощення; короля повернули до лона Церкви й поховали у Алкобаському монастирі.

## Родина
1 Дружина — Матильда (1202—1259), донька булонського графа Рено
Діти:
- Роберт (1239) — помер немовлям.
- NN (1240) — помер немовлям.

2 Дружина — Беатриса (1242—1303), донька кастильського короля Альфонсо X
Діти:
- Бранка (1259—1321) — абатиса Бургоського королівського монастиря святої Марії.
- Фернанду (1260—1262) — португальський інфант; помер у дитинстві.
- Дініш (1261—1325), король Португалії (1279—1325)
- Афонсу (1263—1312) — португальський інфант; сеньйор Порталегре.
- Санша (1264—1279) — португальська інфанта.
- Марія (1264—1284) — португальський інфант; помер у юному віці.
- Констанса (1266—1271) — португальська інфанта; померла у дитинстві.
- Вісенте (1268—1271) — португальський інфант; помер у дитинстві.

- П'ятеро бастардів.

## У культурі

### Образотворче мистецтво

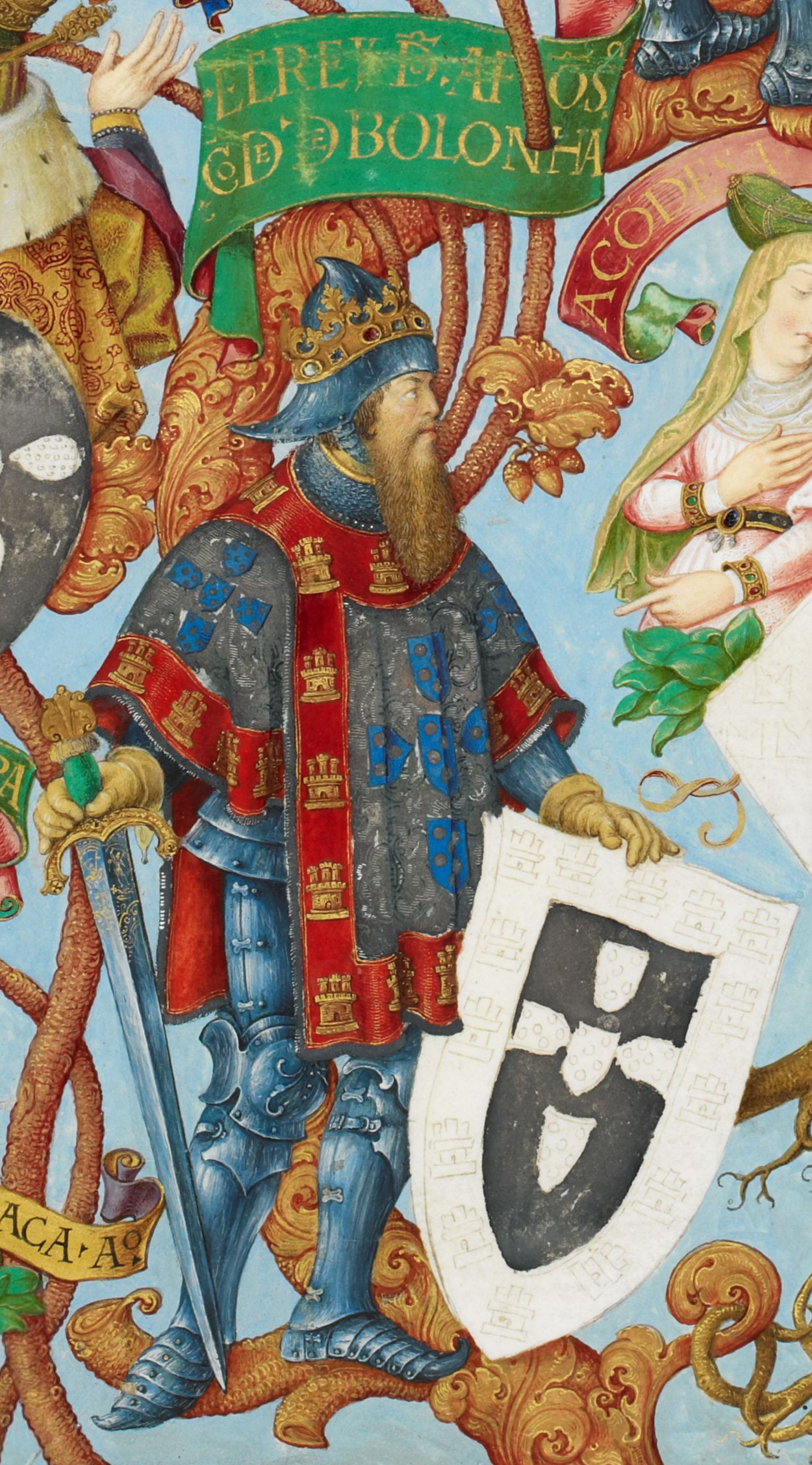
Портрет Афонсу «Генеалогія королів Португалії», 1530—1534
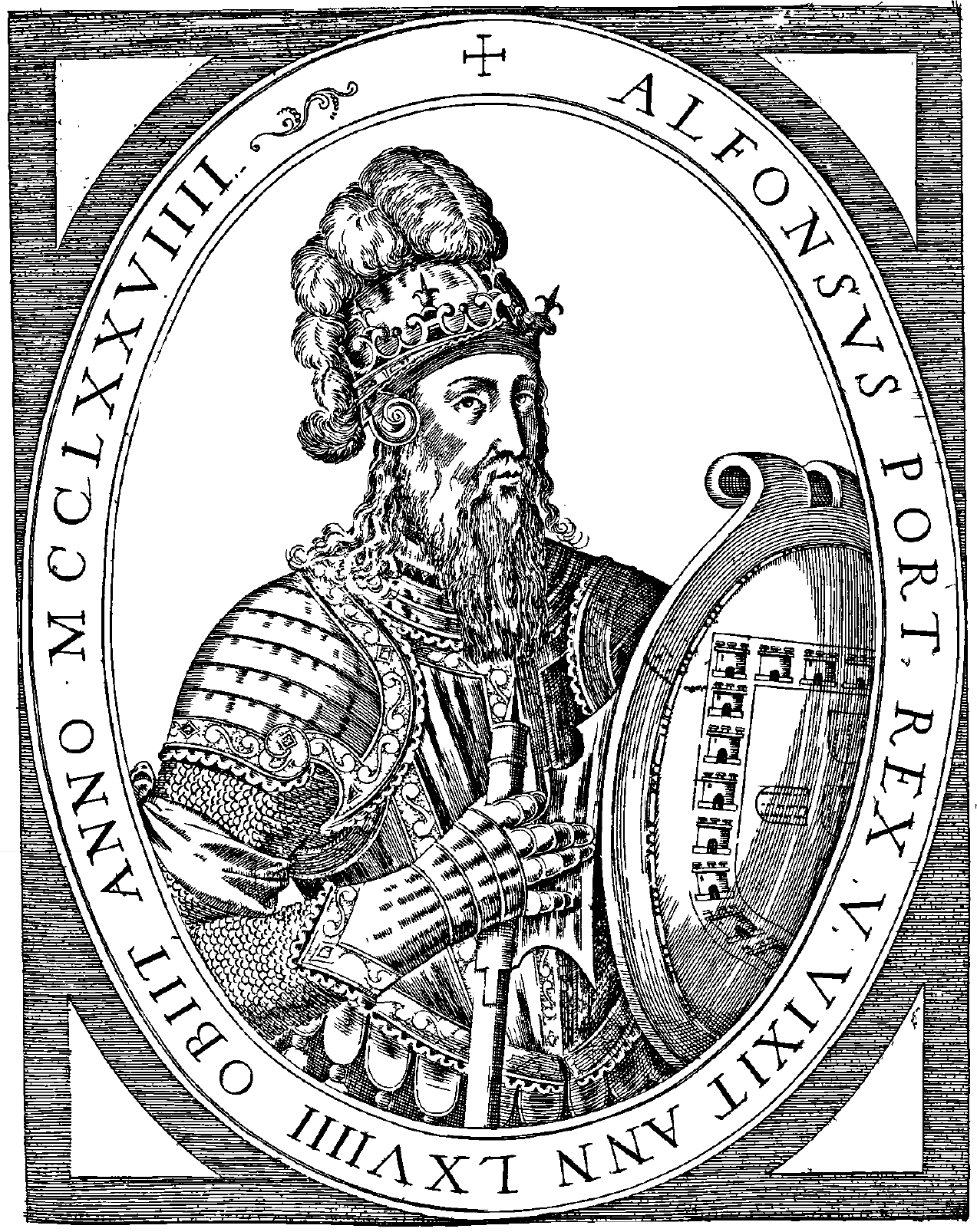
1603
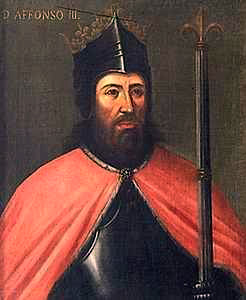
XVIII ст.
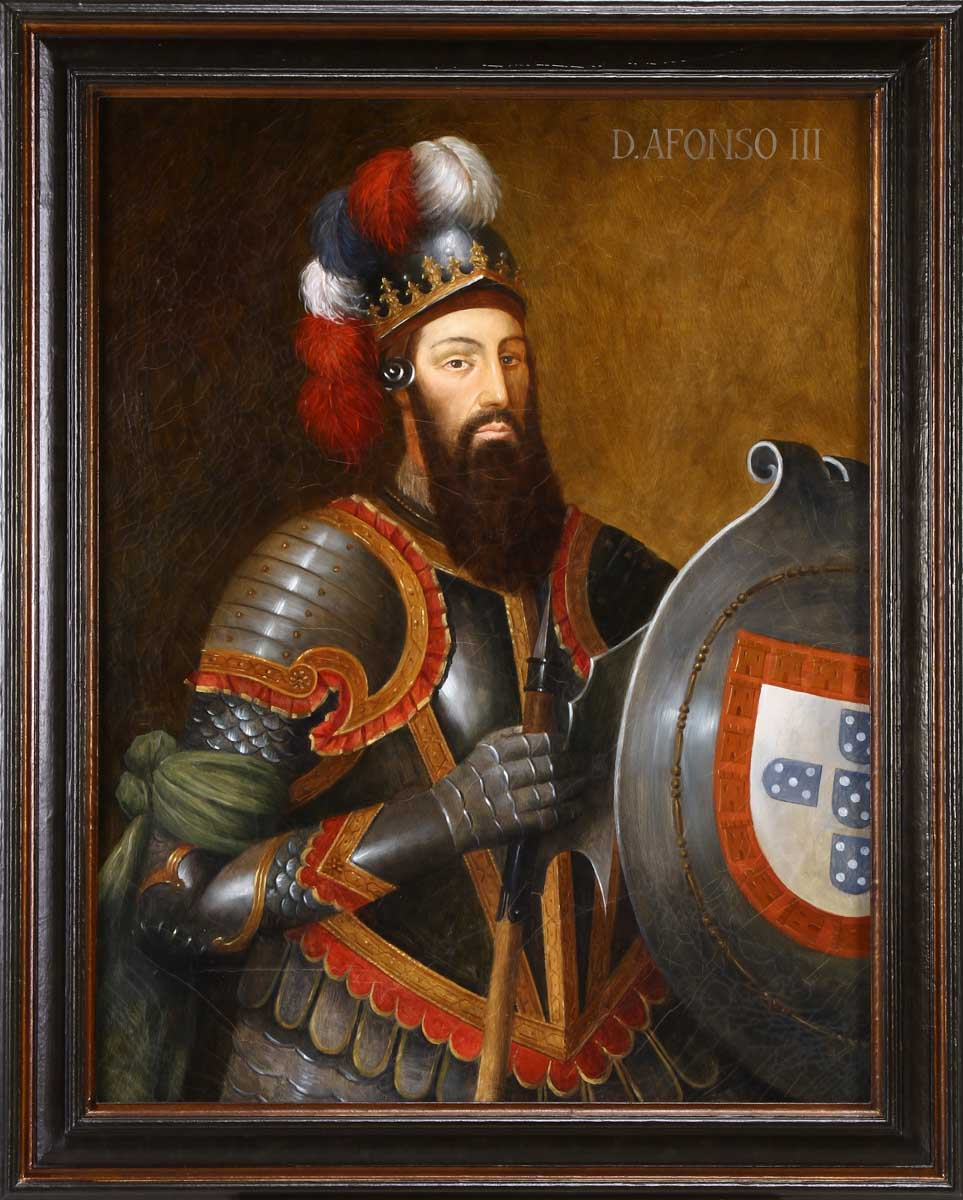
XVIII ст.
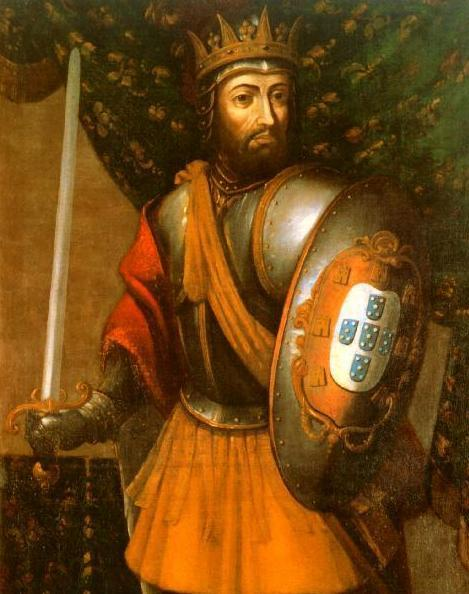
XVIII ст.
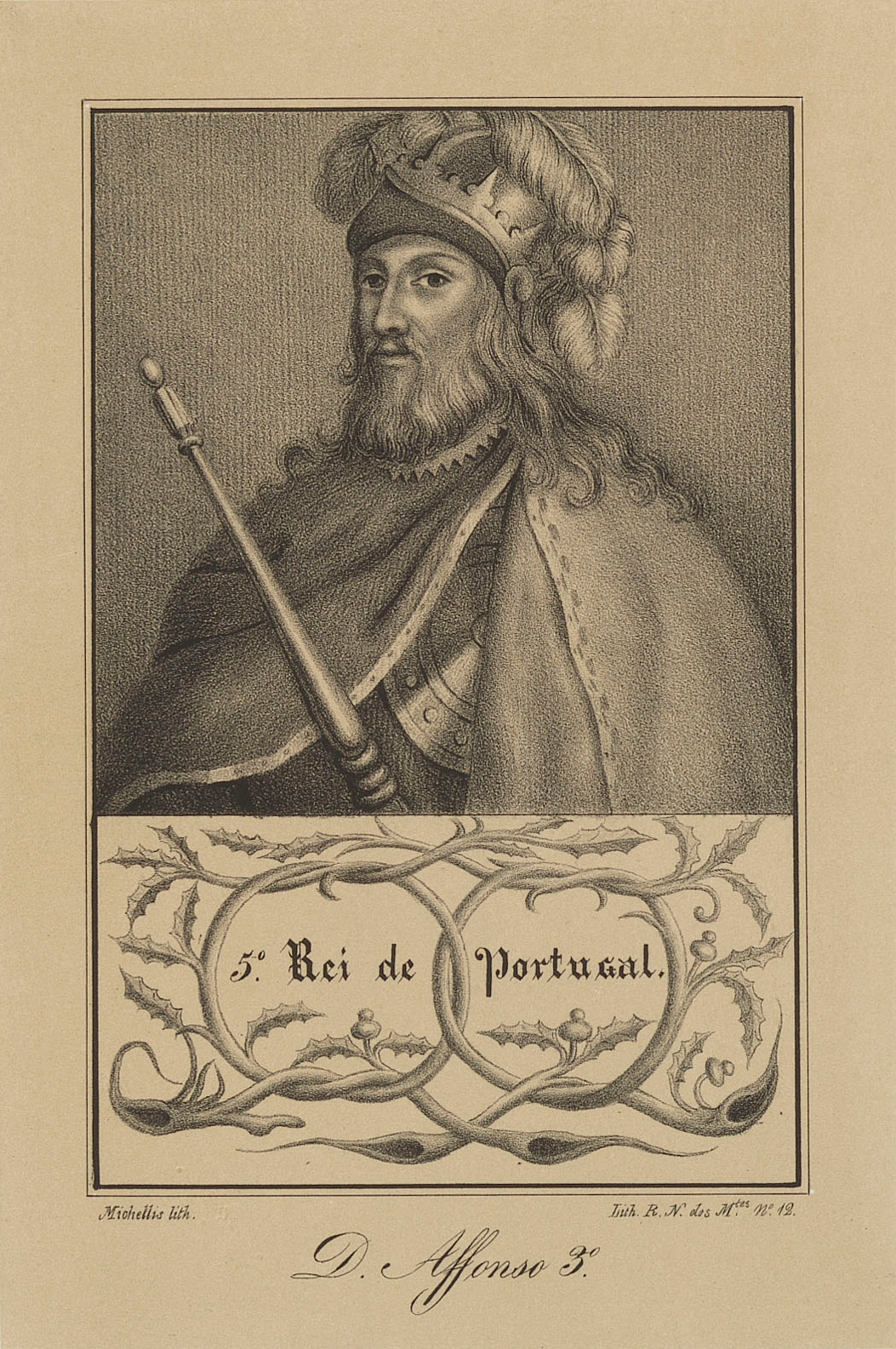
XIX ст.
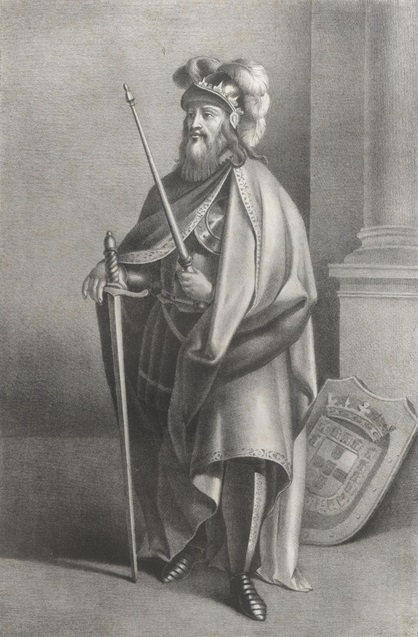
1866—1870